# Inez Crittenden
Pour les articles homonymes, voir Crittenden.
Inez Crittenden, née Inez Ann Murphy le 25 septembre 1887 en Californie (États-Unis) et morte le 11 novembre 1918 à Neuilly-sur-Seine, est l'une des dirigeantes des Hello Girls, les opératrices téléphoniques américaines de la Première Guerre mondiale.

## Biographie
Elle est la fille de T. P. Murphy et Emily Murphy. Il s'agit d'un ménage franco-américain ; elle est donc parfaitement bilingue.
Elle travaille comme opératrice téléphonique en Californie à partir de l'âge de quatorze ans. Assistante dans une usine d’emballage de San Francisco, elle devient secrétaire du président de la California Packing Corporation dans la même ville. 
Les États-Unis entrent dans la Première Guerre mondiale en 1917 et Inez Crittenden s'engage la même année. Elle est l'une des premières femmes à rejoindre le United States Army Signal Corps, la structure des transmissions de l’armée américaine, où ses compétences en français sont prisées. En effet, le conflit se déroule principalement sur le sol européen, en France. En janvier 1918, elle devient chef opératrice au sein de la deuxième unité américaine des opérateurs téléphoniques, en charge de centaines de femmes américaines qui travaillent comme interprètes dans les communications téléphoniques. En mars 1918, à bord du Carmania, elle part avec son unité pour la France. « Nous étions parmi les premières filles à traverser, et l'organisation était très sommaire à l'époque », se rappelle une membre du groupe. Installée à Paris, Inez Crittenden est chargée d'installer un central téléphonique afin de soutenir les opérations de l'American Expeditionary Force. Son dossier mentionne qu'elle est bien notée. En conséquence, elle est bientôt transférée pour travailler au sein du bureau des relations publiques de l'ambassade américaine à Paris.
Elle épouse Nathaniel P. Crittenden en 1911 ; ils divorcent en 1917. À l'époque de sa nomination chez les Hello Girls, elle vivait chez sa mère.
Elle meurt à Paris, le jour de l'armistice de 1918, d'une pneumonie liée à la grippe espagnole. Elle avait 31 ans. Elle est enterrée à l'ouest de la capitale française, au cimetière américain de Suresnes. Avec le rang de cadet de West Point, elle a droit à des funérailles militaires, chose inhabituelle pour un opérateur téléphonique civil.
L'ex-mari d'Inez Crittenden est blessé en France pendant la guerre ; sa famille déclare alors aux journaux que l'ancien couple prévoyait de renouer après le conflit. Emily Murphy, mère de la défunte, nie cette affirmation.